# 張潛 (嘉靖進士)
張潛（1517年—？），字時見，山東濟南府齊河縣人，官籍，明朝政治人物。

## 生平
嘉靖十六年（1537年）丁酉科山東鄉試第三十二名舉人。嘉靖十七年（1538年）中式戊戌科會試第二百三十六名，登第三甲第一百五十五名進士。官中书舍人。

## 家族
曾祖張純；祖父張居仁，府知事；父張九經，母畢氏。重庆下。